# Świątynia hypetralna
Świątynia hypetralna – rzadko wznoszony typ świątyni. Świątynie hypetralne budowano przede wszystkim dla bóstw słonecznych w Egipcie (Re, Aton) i w Grecji (Zeus, Apollo). Przykładem takiej świątyni jest Olimpiejon w Atenach, świątynia Apollina w Didymie koło Miletu. 
Termin hypetralny oznacza budowlę otwartą, bez dachu.